# Cerkiew św. Andrzeja w Kowlu
Cerkiew św. Andrzeja – prawosławna cerkiew w Kowlu. Należy do parafii podlegającej eparchii wołyńskiej Kościoła Prawosławnego Ukrainy. 
Cerkiew zajmuje budynek dziewiętnastowiecznej dawnej kaplicy katolickiej. W czasie przynależności Wołynia do ZSRR w obiekcie znajdował się magazyn. W 1990 budynek został przekazany parafii prawosławnej, zaś od 1992 należał do Patriarchatu Kijowskiego. Obiekt został dostosowany do wymogów prawosławnej liturgii, m.in. wstawiono ikonostas ze współcześnie wykonanymi ikonami, ponadto wzniesiono nad nim dzwonnicę. Od 2018 r. cerkiew należy do Kościoła Prawosławnego Ukrainy.